# Miss Universo 1954
Miss Universo 1954 foi a terceira edição do concurso Miss Universo, realizada em 24 de julho de 1954 no Long Beach Municipal Auditorium, em Long Beach, Califórnia, nos Estados Unidos. Candidatas de 33 países e territórios competiram pelo título. No final do evento, a Miss Universo 1953, Christiane Martel, da França, coroou a estadunidense Miriam Stevenson como sua sucessora. 

## Resultados
| Colocação          | Candidata |
| ------------------ | --- |
| Miss Universo 1954 | - Estados Unidos — Miriam Stevenson |
| 2.ª colocada       | - Brasil — Martha Rocha |
| 3.ª colocada       | - Hong Kong — Virgínia Chün |
| 4.ª colocada       | - Alemanha — Regina Ernst |
| 5.ª colocada       | - Suécia — Ragnhild Olausson |
| Top 16             | - Argentina — Ivana Kislinger - Chile — Gloria Mesina - Costa Rica — Marian McKeown - França — Jacqueline Beer - Grécia — Rika Diallina - Itália — Maria Teresa Paliani - Noruega — Mona Stornes - Panamá — Liliana Torre - Peru — Isabella Velarde - Filipinas — Blesilda Ocampo - Uruguai — Ana Moreno |

### Prêmios especiais

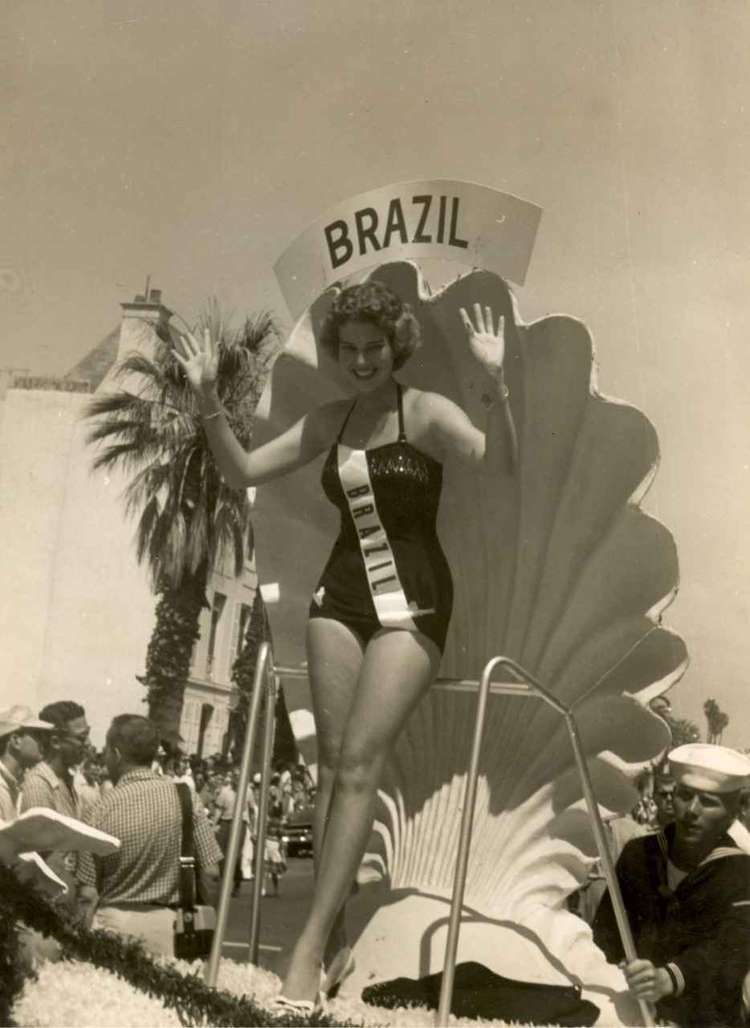
Martha Rocha durante o desfile das nações em Long Beach, competindo pelo Miss Universo.

#### Miss Simpatia
- Vencedora:  Grécia — Efi Andoroulakakis.[i]

#### Garota Popular
- Vencedora:  Brasil — Martha Rocha.

↑i  A grega Efi Andoroulakakis, que conquistou o Miss Simpatia, foi a segunda colocada no concurso nacional de seu país e enviada ao MU quando a vencedora do Miss Grécia, Rika Diallina, não conseguiu entrar nos EUA por problemas no visto do passaporte. Após a questão ser resolvida, Diallina se apresentou em Long Beach e Efi retirou-se, não sem antes ganhar o prêmio especial, que é dado pelos votos das outra concorrentes antes da realização da final.

↑i  Como o Miss USA era realizado junto com o Miss Universo até 1964 — a vencedora participava do Miss Universo na noite seguinte representando os Estados Unidos — as candidatas dos dois eventos eram elegíveis conjuntamente para os prêmios especiais.

## Candidatas
Em negrito, a candidata eleita Miss Universo 1954. Em itálico, as semifinalistas.
| - Alasca - Charlein Lander - Alemanha - Regina Ernst (4°) - Argentina - Ivana Kinslinger (SF) - Austrália - Shirley Bliss - Bélgica - Christiane Neckaerts - Brasil - Martha Rocha (2°, GP) - Canadá - Joyce Landry - Chile - Gloria Legisos (SF) - Cingapura - Marjorie Lee - Coreia do Sul - Kae Sun-Hae - Costa Rica - Marian McKeown (SF) - Cuba - Isis García - El Salvador - Myrna Ros Orozco - Estados Unidos - Miriam Stevenson (1°) - Filipinas - Blesilda Ocampo (SF) - Finlândia - Lenita Airisto - França - Jacqueline Beer (SF) | - Grécia - Rika Dialina (SF) - Honduras - Lilliam Padilla - Hong Kong - Virginia June Lee (3°) - Índias Ocidentais - Evelyn Andrade - Israel - Aviva Peer - Itália - Maria Teresa Paliani (SF) - Japão - Mieko Kondo - México - Elvira Olvera - Noruega - Mona Stornes (SF) - Nova Zelândia - Moananui Manley - Panamá - Liliana Torre (SF) - Peru - Isabella Dancuart (SF) - Porto Rico - Lucy Santiago - Suécia - Ragnhild Olausson (5°) - Tailândia - Am-mara At-savanon - Uruguai - Ana Moreno (SF) |

## Polêmica

### Duas polegadas a mais
Esta edição marcou a primeira participação do Brasil, com a baiana Martha Rocha, a primeira Miss Brasil, que ficou em segundo lugar. Considerada o mais bonito rosto do concurso, favorita absoluta entre os 200 jornalistas e fotógrafos do mundo todo presentes em Long Beach, Martha teria perdido a coroa por causa de duas polegadas a mais nos quadris, acima das medidas exatas requeridas na época. 
Miriam e Martha teriam terminado empatadas em pontos após a votação final dos juízes e o  resultado persistiu numa segunda votação tentando o desempate. Como a marca de trajes de banho Catalina era a principal patrocinadora do concurso nesta época, a decisão acabou sendo pela que fazia a melhor figura em maiô. Miriam teria sido escolhida por ter as medidas dos quadris mais próximas do padrão de beleza americana da Catalina. Mas na verdade a história das duas polegadas foi uma invenção de jornalista João Martins da Revista "O Cruzeiro" do Rio de Janeiro para consolar o orgulho brasileiro. Tudo foi combinado com os demais jornalistas brasileiros que estavam em Long Beach. A própria Martha autorizo a versão, conforme consta de sua autobiografia.  
A verdade é que já no desfile em carro aberto pelas ruas de Long Beach e na bolsa de apostas, a brasileira era disparado a candidata preferida. Quando a americana foi declarada vencedora,os próprios americanos vaiaram a escolha, tamanha era a torcida por Martha Rocha. O fato consta no livro biográfico da brasileira.
Stevenson, uma miss da Carolina do Sul que venceu o Miss USA – disputado conjuntamente e com a final um dia antes do MU – e depois as concorrentes internacionais, conquistou a coroa na primeira das mais controversas e polêmicas decisões da história do concurso até hoje. Depois de seu ano de reinado, ela tornou-se apresentadora da televisão americana e fez relativo sucesso como modelo e em comerciais de televisão até meados da década de 70.